# Yip1结构域家族

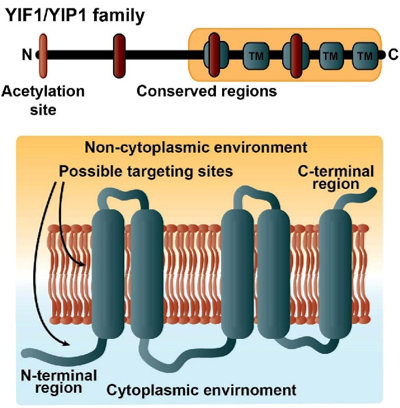
Yip1家族的结构

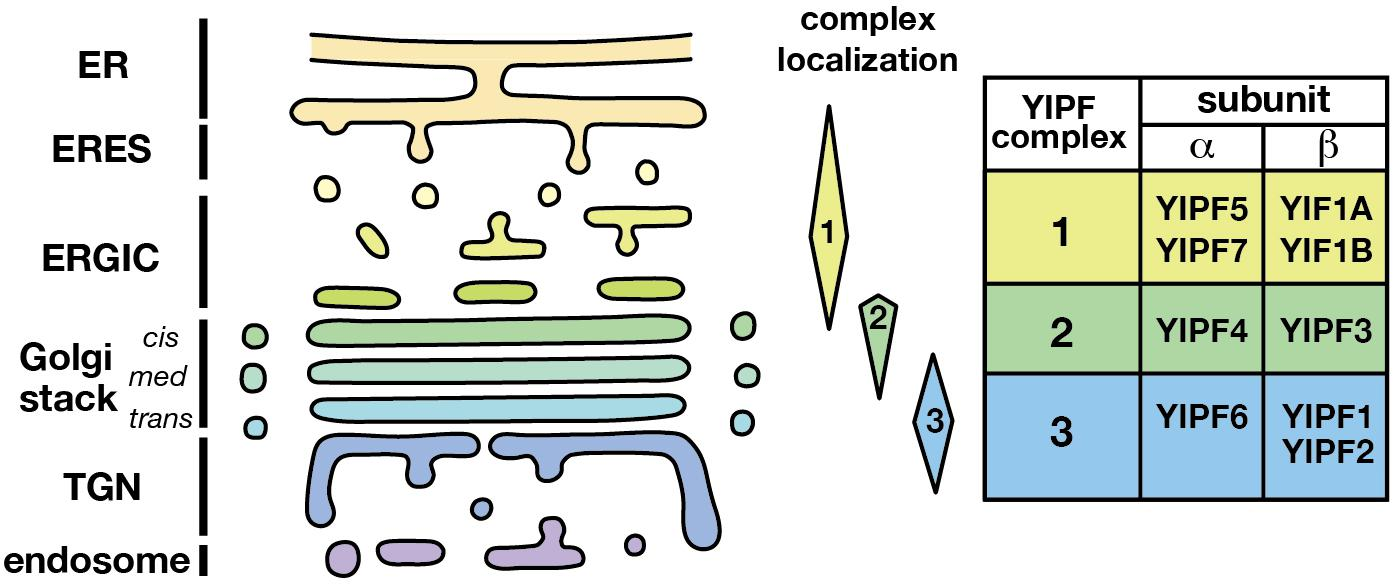
人Yip1家族的成员与在高尔基体上的分布

Yip1结构域家族是一个真核生物的蛋白质家族，带有五个跨膜結構域，N-端位于胞内，C-端位于胞外，参与高尔基体分泌的调节。酿酒酵母基因组中有4个成员：Yif1p、Yip1p、Yip4p和Yip5p，人类基因组中有9个成员，见右图。